# ريك كراوتش
ريك كراوتش (بالإنجليزية: Rick Crouch)‏ هو شخصية أعمال وسياسي جنوب أفريقي، ولد في 6 سبتمبر 1960 في كيب تاون في جنوب أفريقيا. حزبياً، نشط في التحالف الديمقراطي.